# Veissella milloti
Veissella milloti là một loài nhện trong họ Salticidae.
Loài này thuộc chi Veissella. Veissella milloti được Dmitri Viktorovich Logunov & Azarkina miêu tả năm 2008.